# Lissonota bella
Lissonota bella là một loài tò vò trong họ Ichneumonidae.